# Listen (álbum de A Flock of Seagulls)
Listen es el segundo álbum de estudio de la banda inglesa de new wave A Flock of Seagulls, lanzado el 29 de abril de 1983 por Jive Records. Una vez más, unió al grupo con el productor discográfico Mike Howlett, quien produjo su álbum debut homónimo, excepto en "(It's Not Me) Talking", que fue producido por Bill Nelson. El álbum incluye el sencillo top 10 del Reino Unido "Wishing (If I Had a Photograph of You)". Otros sencillos lanzados del álbum incluyen "Nightmares" y "Transfer Affection". 
El rostro de la portada es el del baterista de la banda, Ali Score.

## Recepción
Listen recibió críticas generalmente positivas. Si bien Tom Demalon de AllMusic sintió retrospectivamente que el álbum era "estéril" e inconsistente, encontró que "Wishing (If I Had a Photograph of You)" tenía "varias capas hipnóticas" y al mismo tiempo elogiaba "Nightmares" y "Transfer Affection".
Robert Christgau bromeó diciendo que el "placer auditivo" del álbum de "silbidos y zooms... y ostinatos computarizados" podría hacer bailar al Sr. Spock. Le dio al álbum una calificación B+.

## Reediciones
Listen se ha lanzado con diferentes listas de canciones en al menos tres ocasiones distintas. El lanzamiento original de 1983, el lanzamiento del CD Beehive de 1992, el lanzamiento de Superfecta Recordings de 2004 y el lanzamiento de Cherry Red de 2010.
La versión en casete y la versión en CD de 1992 (en el sello Beehive) contienen las pistas originales del LP en un orden ligeramente diferente, con las pistas adicionales "Rosenmontag", "Quicksand" y "The Last Flight of Yuri Gagarin" intercaladas (aunque la lista de pistas de la edición en CD, impresa en los encartes y en el propio disco, sigue incorrectamente la lista de pistas del LP anterior en lugar de reflejar el contenido real del disco).
La versión en CD de 2004 contiene las 10 pistas del LP en ese orden, seguidas de tres pistas extra: "Committed", "Quicksand" y una interpretación en vivo de "I Ran (So Far Away)". "(It's Not Me) Talking" se lanzó en 1981, dos años antes de que Listen fuera lanzado en el sello Cocteau de Nelson. La versión de la canción utilizada en Listen es una versión regrabada; como consecuencia, la versión de Cocteau aún no se ha publicado en CD.
El lanzamiento de Cherry Red de 2010 tiene las 10 pistas del LP en orden, seguidas de las caras B "Committed", "Quicksand" y "Tanglimara" y los remixes de "Wishing (If I Had a Photograph of You)" y "Nightmares".

## Lista de canciones

### LP original
Todas las pistas están escritas por Mike Score, Ali Score, Frank Maudsley y Paul Reynolds.

| N.º                   | Título                                     | Duración |  |
| 1.                    | «"Wishing (If I Had a Photograph of You)"» | 5:30     |  |
| 2.                    | «"Nightmares"»                             | 4:39     |  |
| 3.                    | «"Transfer Affection"»                     | 5:21     |  |
| 4.                    | «"What Am I Supposed to Do"»               | 4:13     |  |
| 5.                    | «"Electrics"»                              | 3:36     |  |
| 6.                    | «"The Traveller"»                          | 3:27     |  |
| 7.                    | «"2:30"»                                   | 1:00     |  |
| 8.                    | «"Over the Border"»                        | 5:04     |  |
| 9.                    | «"The Fall"»                               | 4:29     |  |
| 10.                   | «"(It's Not Me) Talking"»                  | 5:00     |  |
| Duración Total: 42:02 |                                            |          |  |

- Datos: Q6646327